# Serra de la Sureda
La Serra de la Sureda és una serra situada als municipis de Cantallops i la Jonquera a la comarca de l'Alt Empordà, amb una elevació màxima de 761 metres.